# 郭店楚簡
郭店楚簡（かくてんそかん）は、郭店楚墓竹簡ともいい、中国の湖北省荊門市沙洋区紀山鎮郭店村の郭店一号楚墓で発見された竹簡群。1993年10月に出土し、現在は湖北省博物館に所蔵されている。

## 概要
郭店楚簡は全部で804枚あり、そのうち字の書かれた竹簡は726枚、字数は13000字あまりである。内容は先秦時代の儒家と道家の典籍で、18篇から成る。
- 儒家典籍
  - 『緇衣』 - 『礼記』緇衣篇とほぼ同内容。上博楚簡にもある[2]。
  - 『魯穆公問子思』
  - 『窮達以時』
  - 『五行』 - 思孟学派の著作と推定される。馬王堆帛書にもある[1]。
  - 『唐虞之道』
  - 『忠信之道』
  - 『成之聞之』
  - 『尊徳義』
  - 『性自命出』 - 『礼記』中庸篇または『孟子』の性善説と類似した内容を説く[3]。上博楚簡『性情論』とほぼ同内容[2]。
  - 『六徳』
  - 『語叢』四篇
- 道家典籍
  - 『老子』甲、乙、丙三篇
  - 『太一生水』

郭店楚簡の記載内容は伝世の儒・道の経典と異なる部分がある。たとえば伝世の『道徳経』第十九章が「絶聖棄智、民利百倍。絶仁棄義、民復孝慈。絶巧棄利、盗賊無有。（聖を絶ち智を棄つれば、民利は百倍す。仁を絶ち義を棄つれば、民は孝慈に復す。巧を絶ち利を棄つれば、盗賊有ること無し。）」とするところを、簡文の『老子』甲では「絶智棄弁、民利百倍。絶巧棄利、盗賊亡有。絶為棄作、民復孝慈。（智を絶ち弁を棄つれば、民利は百倍す。巧を絶ち利を棄つれば、盗賊亡ぶ有り。為を絶ち作を棄つれば、民は孝慈に復す。）」としている。

## 年代について
考証によると、成書時期は紀元前300年を下ることはなく、およそ戦国時代の中期とみられている。
郭店楚簡の『老子』や『緇衣』の発見は、近現代の中国学における疑古主義（『老子』や『礼記』を漢代以降の偽書とみなす主義）を揺るがした。